# Wolfgang Suschitzky
Pour les articles homonymes, voir Suschitzky.
Wolfgang Wolf Suschitzky, né le 29 août 1912 à Vienne (alors Autriche-Hongrie) et mort le 7 octobre 2016 à Londres (Angleterre), est un directeur de la photographie (membre de la BSC) et photographe britannique d'origine autrichienne.

## Biographie
Débutant comme photographe-documentaliste, Wolfgang Suschitzky quitte son pays natal en 1934 et s'installe en Angleterre l'année suivante (1935), après un passage par les Pays-Bas. Il poursuit son activité de photographe dans son pays d'adoption et devient chef opérateur, d'abord sur vingt courts métrages-documentaires (1942-1949), réalisés notamment par Paul Rotha (dont The World Is Rich, 1948).
Son premier long métrage est le semi-documentaire Sans foyer (en) de Paul Rotha (1951). Suivent vingt-deux autres longs métrages (la plupart britanniques, le dernier en 1987), dont La Déesse des sables de Cliff Owen (1968), La Loi du milieu de Mike Hodges (1971), Théâtre de sang de Douglas Hickox (1973) et The Chain de Jack Gold (1984).
Il dirige encore les prises de vues de trente-quatre autres courts métrages (le dernier sorti en 1982), dont The Bespoke Overcoat de Jack Clayton (1956) et Les Bicyclettes de Belsize de Douglas Hickox (1968).
Pour la télévision britannique, il est directeur de la photographie sur quatre séries (la première en 1956, la dernière en 1980-1981), dont L'Homme invisible (pilote puis un épisode, 1958-1959). S'y ajoutent deux téléfilms (1980-1983).
Il est le frère de la photographe britannique (naturalisée comme lui) Edith Tudor-Hart (née Suschitzky, 1908-1973) et le père du directeur de la photographie Peter Suschitzky (né en 1941).
Wolfgang Suschitzky meurt en 2016, à 104 ans.

## Filmographie partielle

### Cinéma

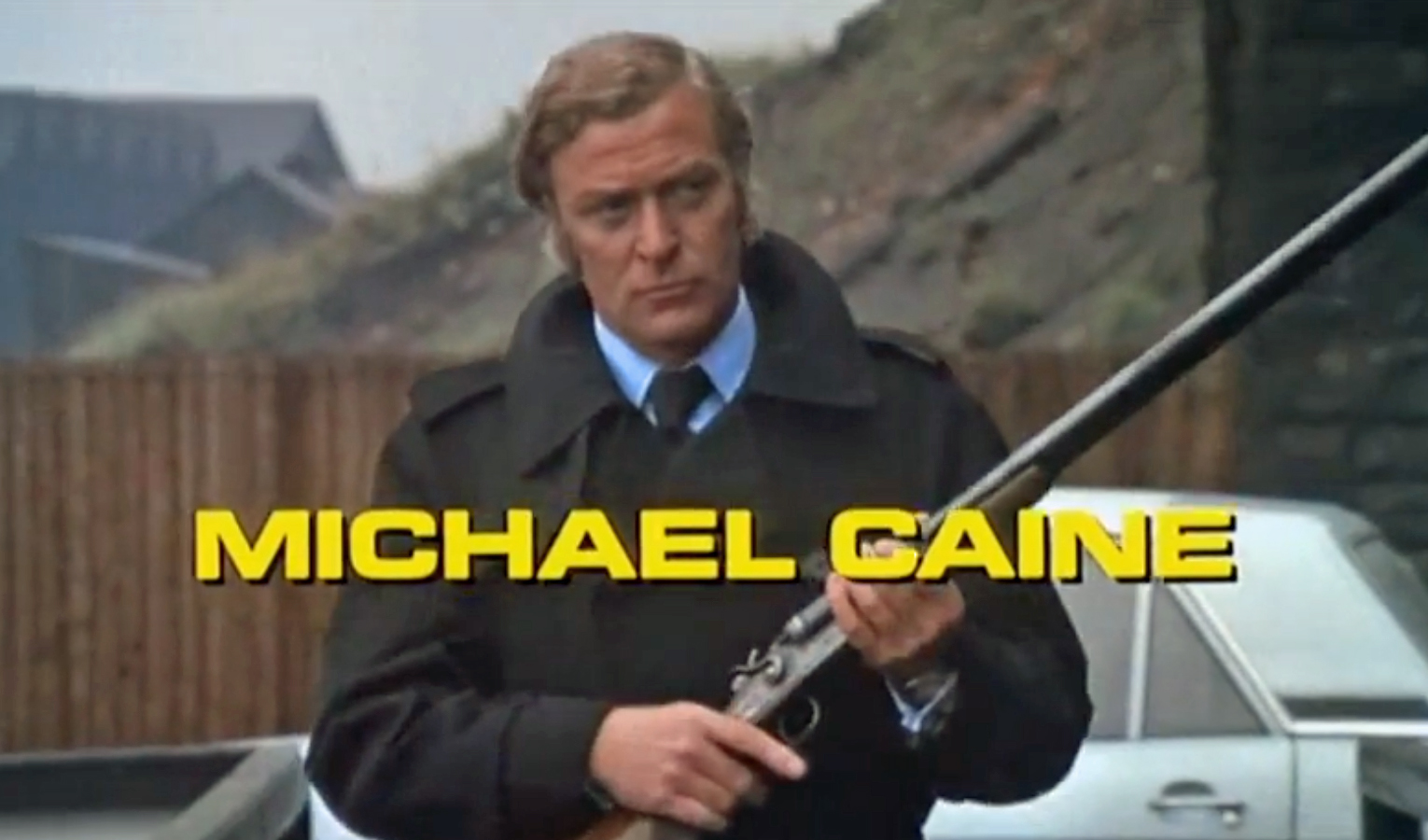
La Loi du milieu (1971),
avec Michael Caine

- 1943 : World of Plenty (en) de Paul Rotha (court métrage documentaire)
- 1948 : The World Is Rich de Paul Rotha (court métrage documentaire)
- 1951 : Sans foyer (en) (No Resting Place) de Paul Rotha
- 1953 : The Oracle (en) de C. M. Pennington-Richards
- 1956 : The Bespoke Overcoat de Jack Clayton (court métrage)
- 1958 : Cat & Mouse (en) de Paul Rotha
- 1963 : Les Folles Nuits de Sammy Lee (en) (The Small World of Sammy Lee) de Ken Hughes
- 1967 : Ulysses de Joseph Strick
- 1968 : La Déesse des sables (The Vengeance of She) de Cliff Owen
- 1968 : Les Bicyclettes de Belsize (titre original) de Douglas Hickox (court métrage)
- 1969 : Ring of Bright Water de Jack Couffer
- 1970 : Le Frère, la Sœur et l'Autre (Entertaining Mr Sloane) de Douglas Hickox
- 1971 : La Loi du milieu (Get Carter) de Mike Hodges
- 1972 : Living Free de Jack Couffer
- 1972 : Something to Hide (en) d'Alastair Reid
- 1973 : Théâtre de sang (Theatre of Blood) de Douglas Hickox
- 1974 : Moments (en) de Peter Crane
- 1980 : Falling in Love Again de Steven Paul (en)
- 1984 : Le Prix de l'ambition (The Young Visiters) de James Hill
- 1984 : The Chain de Jack Gold

### Télévision

#### Séries
- 1956 : Sailor of Fortune (en), 2 épisodes
- 1957-1958 : Les Nouvelles Aventures de Charlie Chan (en) (The New Adventures of Charlie Chan), 20 épisodes
- 1958-1959 : L'Homme invisible (The Invisible Man), pilote (The Invisible Man, 1958) de Ralph Smart et saison 1, épisode 11 Kidnapping (Bank Raid, 1959) de Ralph Smart
- 1980-1981 : Worzel Gummidge (en), 22 épisodes

#### Téléfilms
- 1980 : Staying On de Silvio Narizzano
- 1983 : Good and Bad at Games de Jack Gold

## Distinctions / Hommages
- 1968 : Nomination au British Academy Film Award de la meilleure photographie, pour Ulysses
- 1981 : Deux nominations au British Academy Television Award de la meilleure photographie, catégorie fiction/divertissement, pour le téléfilm Staying On et la série Worzel Gummidge (en)
- 2012 : Deux hommages lui sont rendus pour son centième anniversaire :
  - Au Festival international du film de Vienne (Viennale V'12, Autriche), dont il est l'un des invités d'honneur de cette édition (aux côtés notamment de Michael Caine, acteur principal du film précité de 1971, La Loi du milieu), projection du documentaire That's Wolf ;
  - Au British Film Institute, lors d'un gala le 19 juin, un prix spécial lui est décerné par l'Académie des British Academy Film Awards pour l'ensemble de sa contribution au cinéma (voir son site officiel en lien externe).